# Júlia Almeida
Júlia Gonçalves de Almeida (n. 5 ianuarie 1983) este o actriță braziliană. Ea este fiica scriitorului de telenovele Manoel Carlos.

## Filmografie

### Televiziune
| 1991 | Felicidade          | Fernanda                              |
| 1995 | Poveste de dragoste | Eduarda (Duda)                        |
| 1997 | Iubire fără limite  | Natália Saboya Trajano                |
| 2000 | Legături de familie | Estela Monteiro Fernandez             |
| 2001 | Presença de Anita   | Luísa                                 |
| 2003 | Femei îndrăgostite  | Vida Ribeiro Alves Nogueira (Vidinha) |
| 2004 | Um Só Coração       | Adelaide Guerrini de Almeida          |
| 2006 | JK                  | Helô Machado                          |
| 2007 | Duas Caras          | Fernanda Carreira                     |
| 2009 | India               | Léia Félix (Leinha)                   |
| 2011 | Divã                | Magali                                |
| 2011 | A Vida da Gente     | Lorena                                |
| 2018 | Tempo de Amar       | Eva Dantas                            |